# FSO (自動車メーカー)

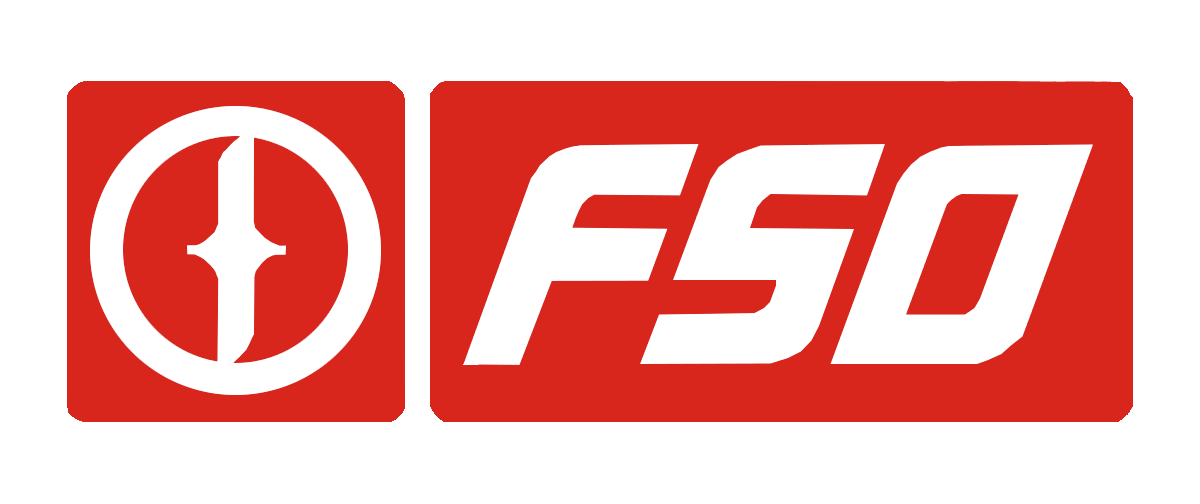
ロゴマーク

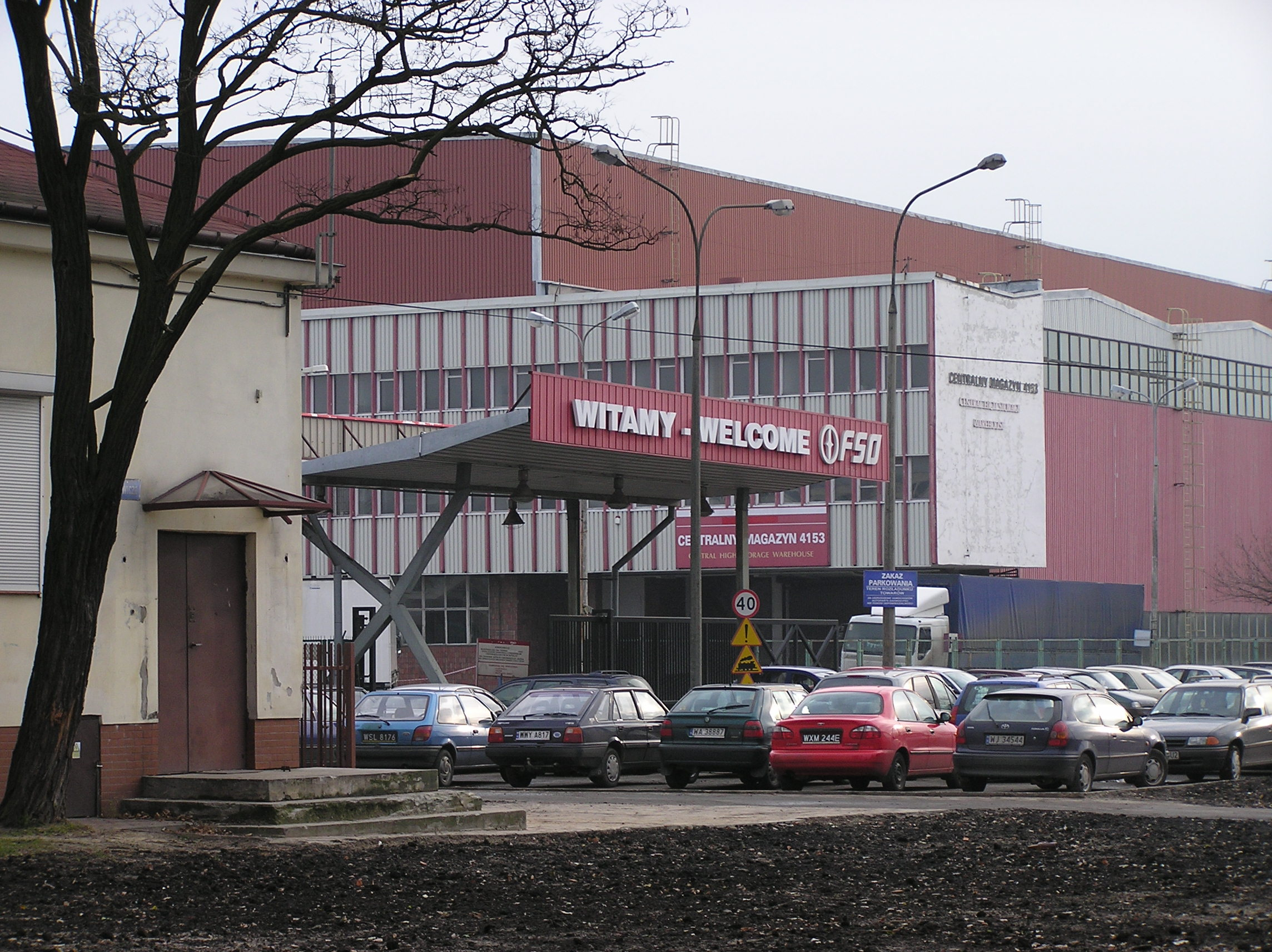
ワルシャワのFSO社正門

FSO（えふえすおー）は、ポーランドの自動車製造企業。正式名称は、Fabryka Samochodów Osobowych（英語：Factory of Passenger Cars、ポーランド語で乗用車工場の意）。本拠地はワルシャワ。

## 創立

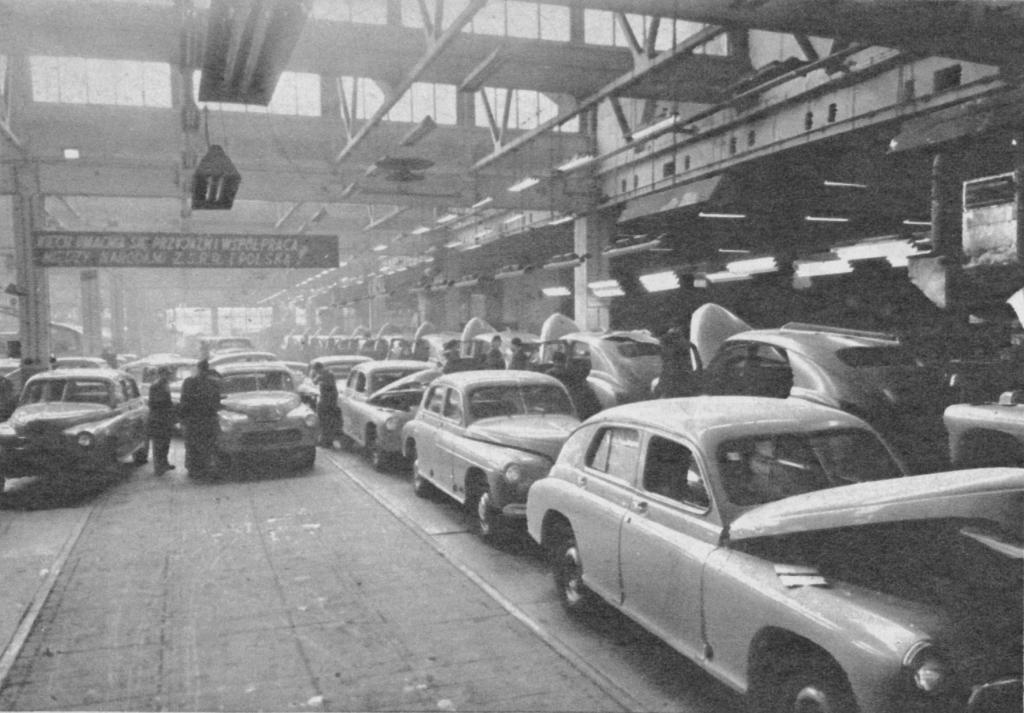
FSO・ワルシャワを製造している工場（1950年）

FSOは、1951年にポーランド統一労働者党の政府によって、ワルシャワ市内のヴィスワ川東岸にあるジェラニィ（Żerań）地区に工場が設立された。FSOが最初に製造したモデルは、ソ連のGAZ社が設計したGAZ-M20 ポベーダ（GAZ-M20 Pobeda）をライセンス製造したFSO・ワルシャワ（FSO Warszawa）であった。
1953年、FSOの社内チームは次のモデルとして、小型でより一般的な自動車の開発作業に着手し、1957年には直列2気筒排気量746 ccの2ストロークエンジンを搭載したFSO・シレーナ（FSO Syrena）を市場に導入した。シレーナはFSOの設計による全くの独自開発モデルであり、2ストロークエンジンのまま1965年から842 ccの直列3気筒に変更、1972年にFSM社へ生産移管され、1983年まで製造され続けた。

## ポルスキ・フィアットとポロネーズの生産時代

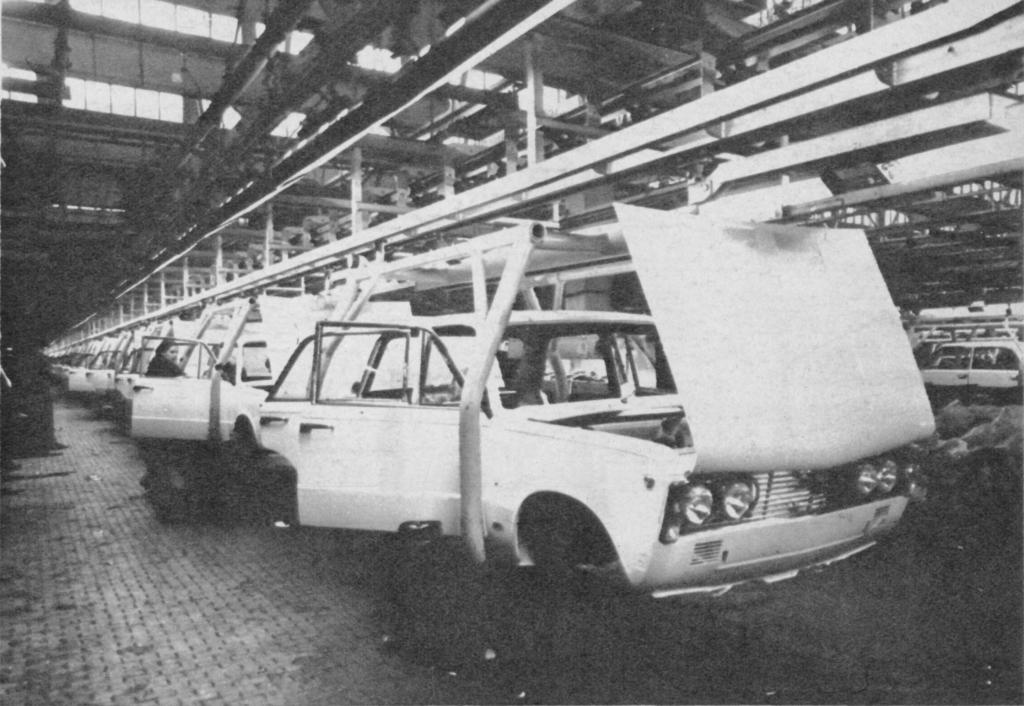
ポルスキ・フィアット 125pを製造している工場（1974年）

1965年、ポーランド政府はイタリアの自動車製造企業であるフィアット社とライセンス契約を結び、ポルスキ・フィアット（Polski Fiat）というブランド名を冠して、フィアット社の自動車モデルをFSOが製造することで合意した。
特にフィアット・125は、製造開始から10年以上経ち時代遅れとなっていたFSO・ワルシャワの後続モデルとして製造されることとなり、1967年にポルスキ・フィアット 125p（Polski Fiat 125p）と呼ばれるモデルが誕生した。125pは、フィアット・125pとしてしばらくの間輸出され、フィアット・1300/1500のライセンス協定失効後は、FSO・1300/1500として製造された。125pは、ステーションワゴンやピックアップトラックの派生車も製造されたが、同時にワルシャワも1973年まで製造されていた。
1978年、FSOはFSO・1500の最新設計を基にして、5ドアのコンパクトカーであるFSO・ポロネーズ（FSO Polonez）を新モデルとして導入した。ポロネーズは当初1500とその派生車の代替として登場したが、実際には1500の製造は1991年まで続き、その間に両車とも数回にわたってモデルチェンジが行われた。また、ポロネーズは、125pと同様にFSOブランドで複数の海外市場に対し輸出が行なわれた。
ポルスキ・フィアット 125pは、1991年6月26日まで生産され、合計で144万5,689台が製造された。それまでの間に、このモデルはマイナーモデルチェンジのみで製造開始から24年、設計されてからは実質的に30年が経過していた。

## デーウ・FSO時代

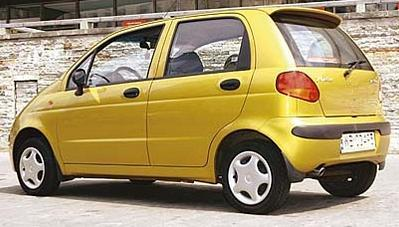
デーウ・FSO マティスのリア部

1989年のポーランド民主化による社会の構造的な変化を受け、ポーランド政府は国際的な自動車メーカーの中から適切な提携先を1社見つけることで、FSOを民営化しようとした。しかし、数多くの試みと交渉にもかかわらず、FSOは何年間も提携先を見つけることができなかった。
自動車の完全な現地製造に対する投機は、1993年にオペル・アストラの組み立てに関する協定に調印したことで、1994年にゼネラルモーターズ（GM）が最初に行なった。しかし、翌年にはGMとポーランド政府との思惑の違いが表面化し、同年にポーランド政府は新たな提携先として韓国の自動車メーカーである大宇自動車を選び、FSOはその子会社となった。それに伴い、FSOは社名をデーウ・FSO（Daewoo-FSO）に変更した。
当初、大宇は大宇・ネクシア（Daewoo Nexia）や大宇・エスペロ（Daewoo Espero）等のモデルを組み立てるためにFSOを利用した。しかし、1997年からはFSOにおける大宇・ラノス、大宇・ヌビラ、大宇・レガンザの現地製造を開始し、1998年には国内の新車販売台数で二位に躍進した。次いで、1999年には大宇・マティスの現地製造を開始し、同時に他の最新式の大宇車の組み立ても行なった。だが、ポーランド製の部品装着率が目標を達成できず、装着率を偽ってEU諸国へ輸出したため、EUから幾度かの警告を受けた。
一方で、ポロネーズの生産も継続され、モデルチェンジにより新しい車体が用いられた。しかし、需要の減少を受け、FSOは2002年にポロネーズの生産を終了せざるを得なくなった。また、その間にGMは、グリヴィツェの経済特区に自前の工場を建設し、1998年からオペル・アストラの製造を開始した。それにより、FSOにおけるGMの製造ラインは、特定市場向けのオペル・ベクトラが1995年までの短期間製造されただけで完全な操業停止となり、同時にFSOとGMの関係も終わりを迎えた。

## 大宇自動車倒産後
大宇自動車倒産後もFSOはマティスとラノスの製造・販売を続ける。
その後、かつてのパートナーだったGMおよびGM大宇との協業が委託生産という形で復活する。2007年からシボレー・アベオセダン、翌2008年から同ハッチバックの生産を開始し、欧州市場に供給している。
2011年2月末に生産を終え、アベオが最後の生産車両となった。
現在はFSOキャピタルグループのニス塗りなどを行っているHanyang ZASやハーネスを製造しているZEM Ełkの他、オフィスの貸出業や自動車パーツを製造するなどして事業を行っているため同社は存続している。

## 画像

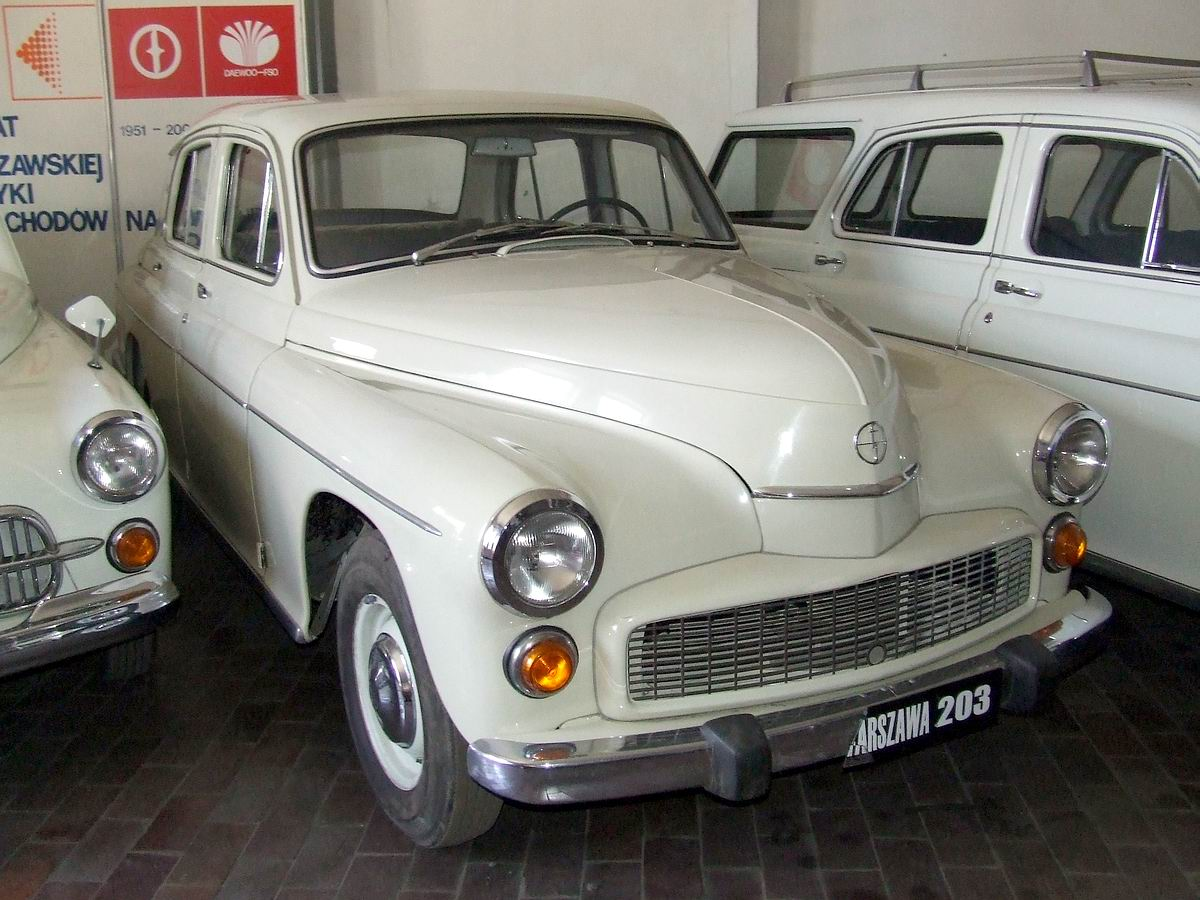
FSO・ワルシャワ-203
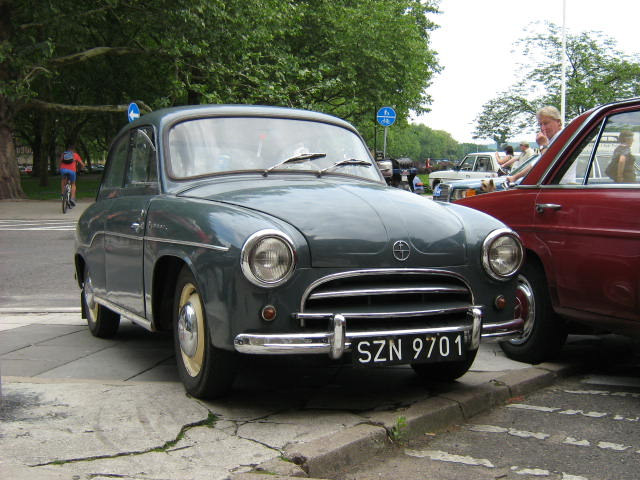
FSO・シレーナ-102
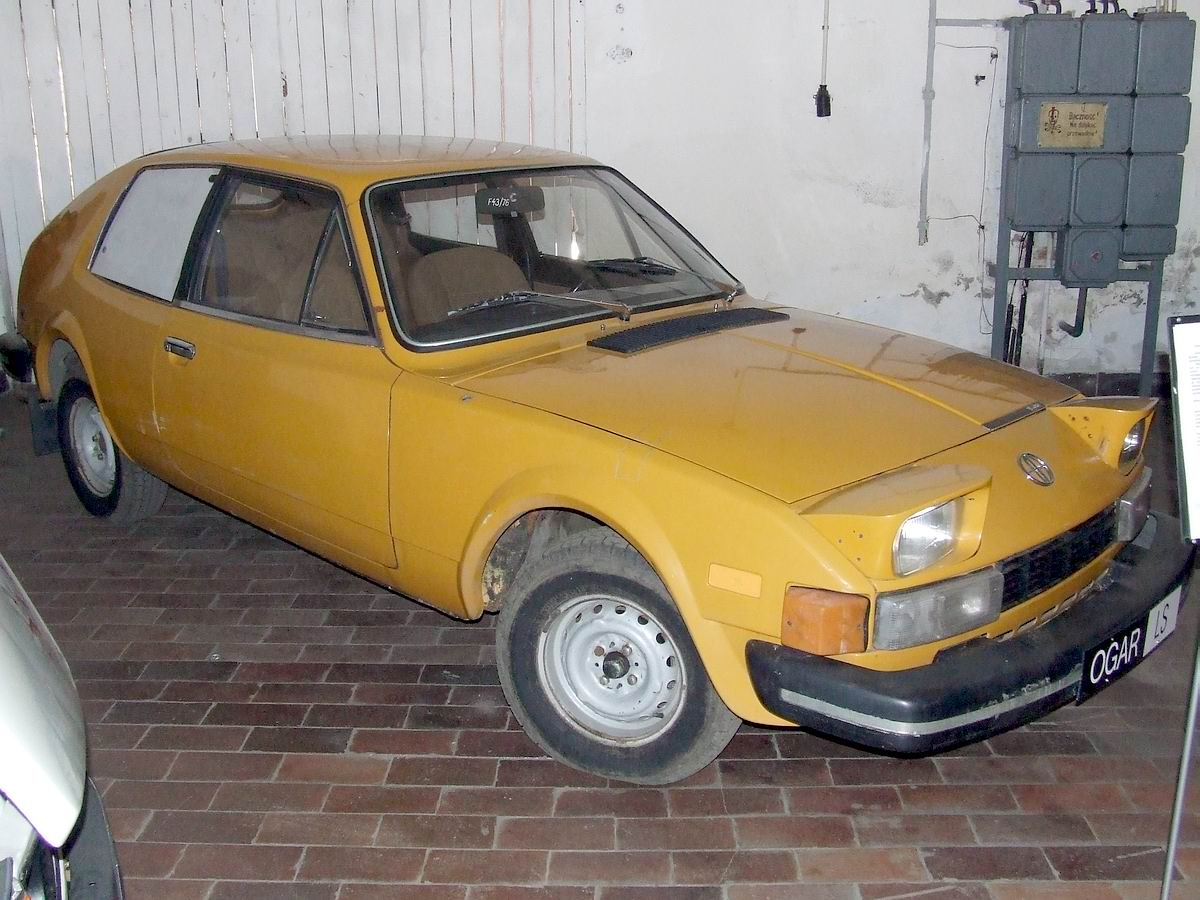
FSO Ogar
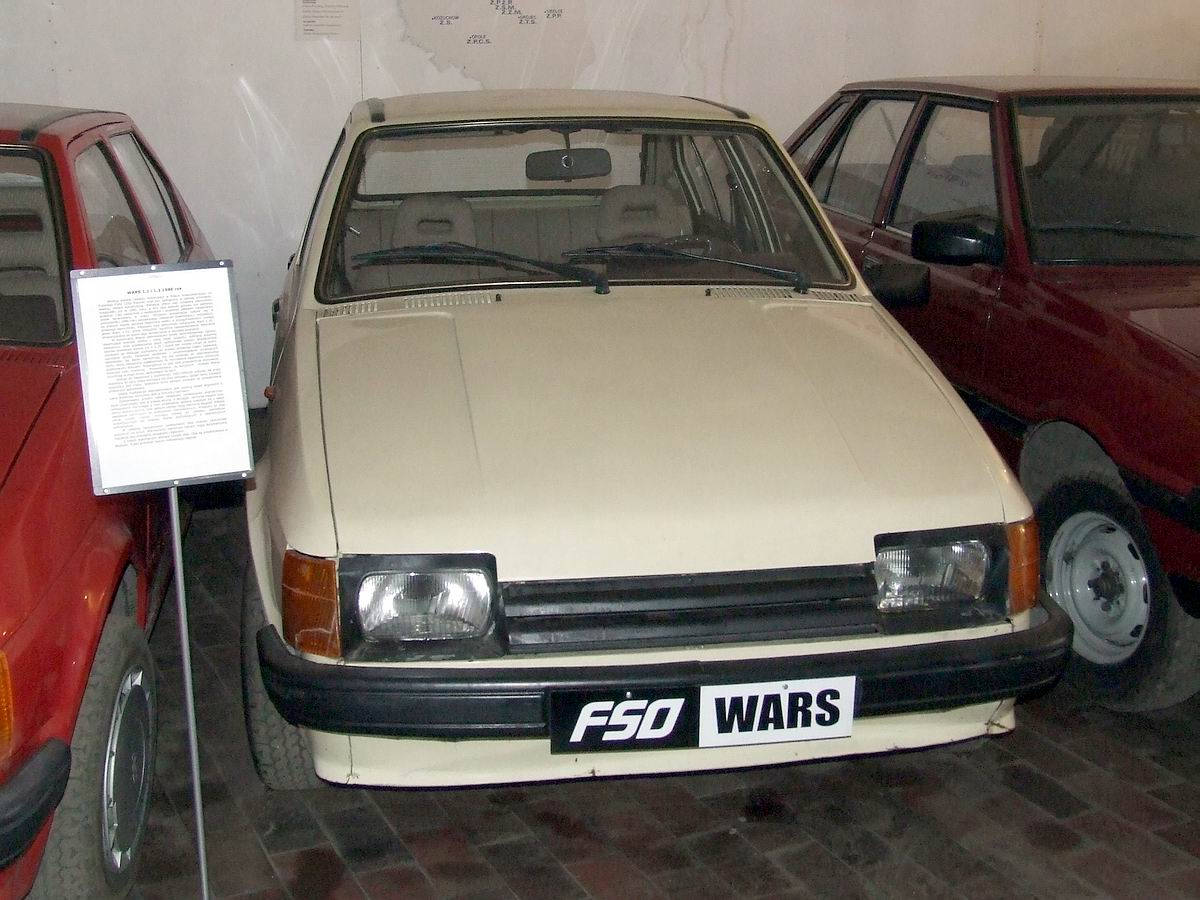
FSO Wars
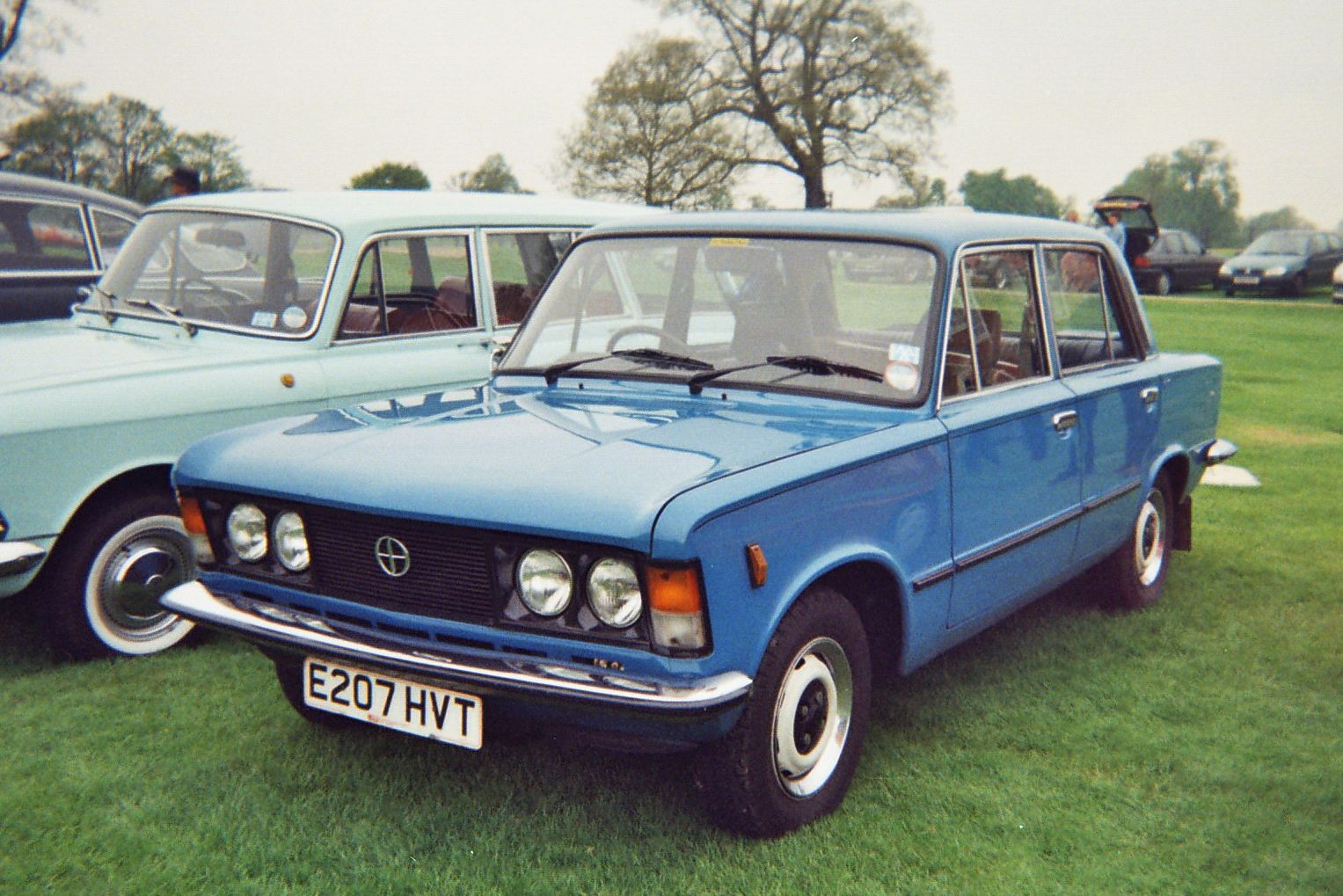
ポルスキ・フィアット/FSO 125p
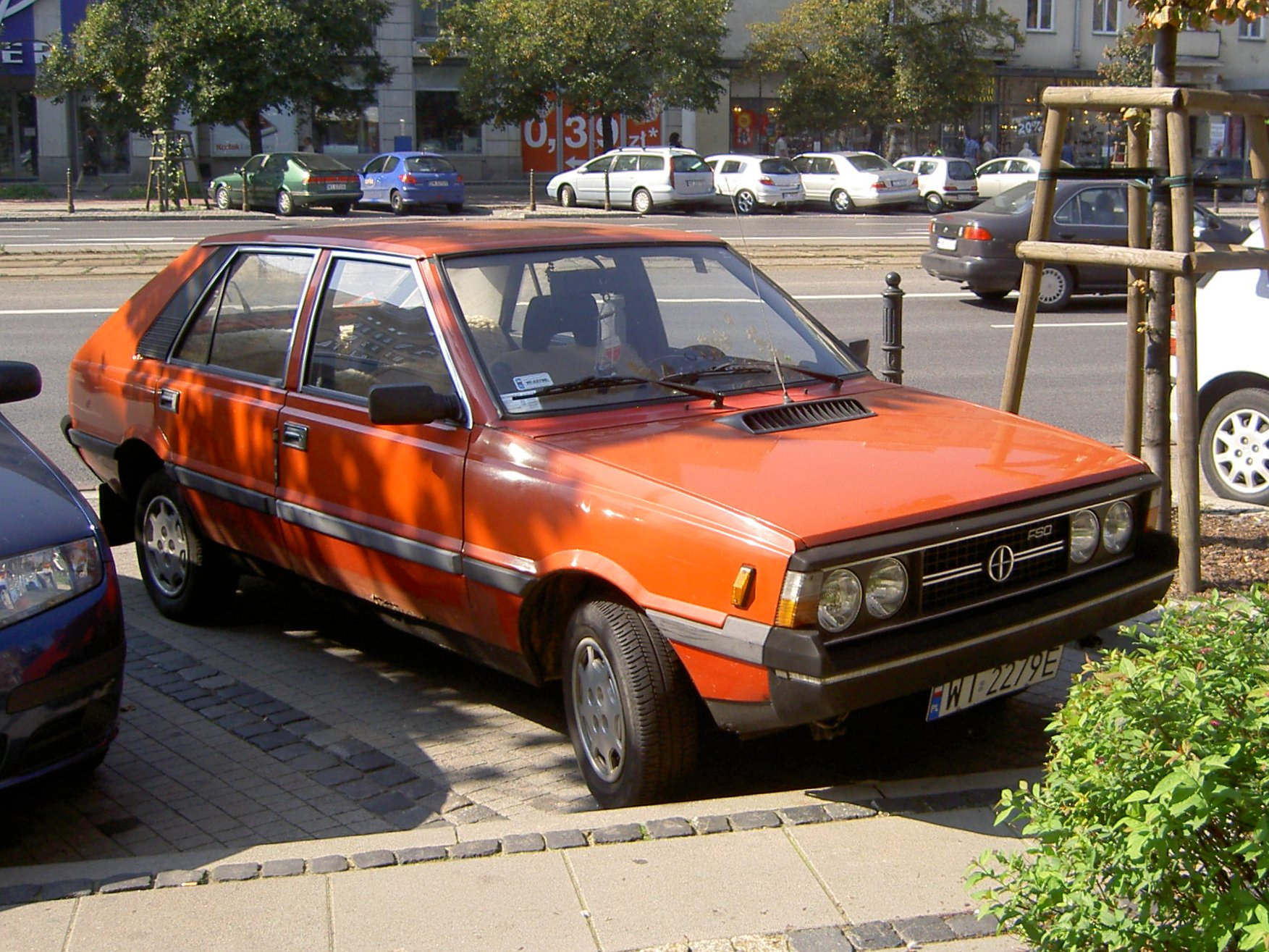
FSO・ポロネーズ-MR'78
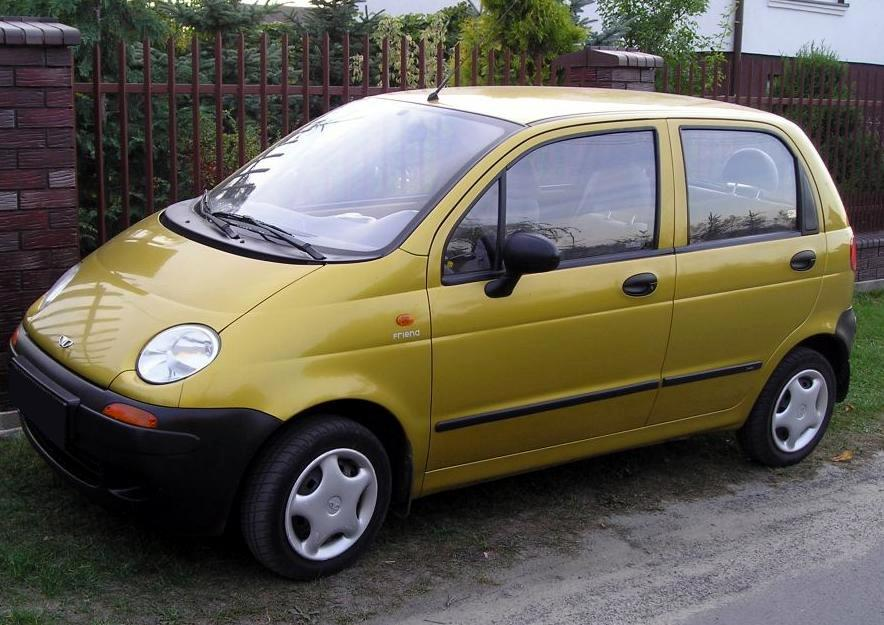
デウ・FSO マティス